# Lakatos Béla (labdarúgó)
Lakatos Béla (Salgótarján, 1984. szeptember 26. –) magyar labdarúgó, középpályás.

## Életpályája

### Diósgyőr
2007 nyarán került Diósgyőrbe a középpályás-védő, de kezdőként nem gyakran kapott játéklehetőséget, csak a 2009 őszi szezonban volt stabil kezdő játékos. Mégis két és fél évig volt a Diósgyőr játékosa, ami alatt 42 meccsen lépett pályára, gólt nem szerzett.
2010 februárjában megvásárolta a Mezőkövesdi SE.
2020 májusában a Taksony SE edzője lett. Ezt a posztját 2020 szeptemberéig töltötte be. 2021 szeptemberében távozott az SBTC kispadjáról.

### Korábbi klubjai
- SBTC
- Kaposvölgye
- DVTK

### NB1-es pályafutása
- Játszott meccsek: 42
- Gólok: -